# لو كاوبي
لو ماريان كوبي (بالإنجليزية: Lo Marianne Kauppi)‏ ولدت في 19 أبريل 1970. هي ممثلة وممثلة مسرحية سويدية ومخرجة ومقدمة برامج تلفزيونية. عانت من إدمان المخدرات واضطراب في الأكل في أوائل العشرينات من عمرها، ولكن بعد أن خضعت للعلاج تعافت وواصلت مسيرتها مهنية بالنجاح في المسرح، بما في ذلك العروض في المسرح الدرامي الملكي في ستوكهولم. قامت أيضًا بالعديد من الأدوار التمثيلية في الأفلام السويدية.

## روابط خارجية
- لو كاوبي على موقع IMDb (الإنجليزية)
- لو كاوبي على موقع قاعدة بيانات الأفلام السويدية (السويدية)
- لو كاوبي على موقع قاعدة بيانات الفيلم (الإنجليزية)